# Косарка
Косарка (болг. Косарка) — село в Болгарии. Находится в Габровской области, входит в общину Дряново. Население составляет 41 человек.

## Политическая ситуация
Косарка подчиняется непосредственно общине и не имеет своего кмета.
Кмет (мэр) общины Дряново — Иван Илиев Николов (независимый) по результатам выборов в правление общины.